# Koninklijke Luchtvaart Maatschappij

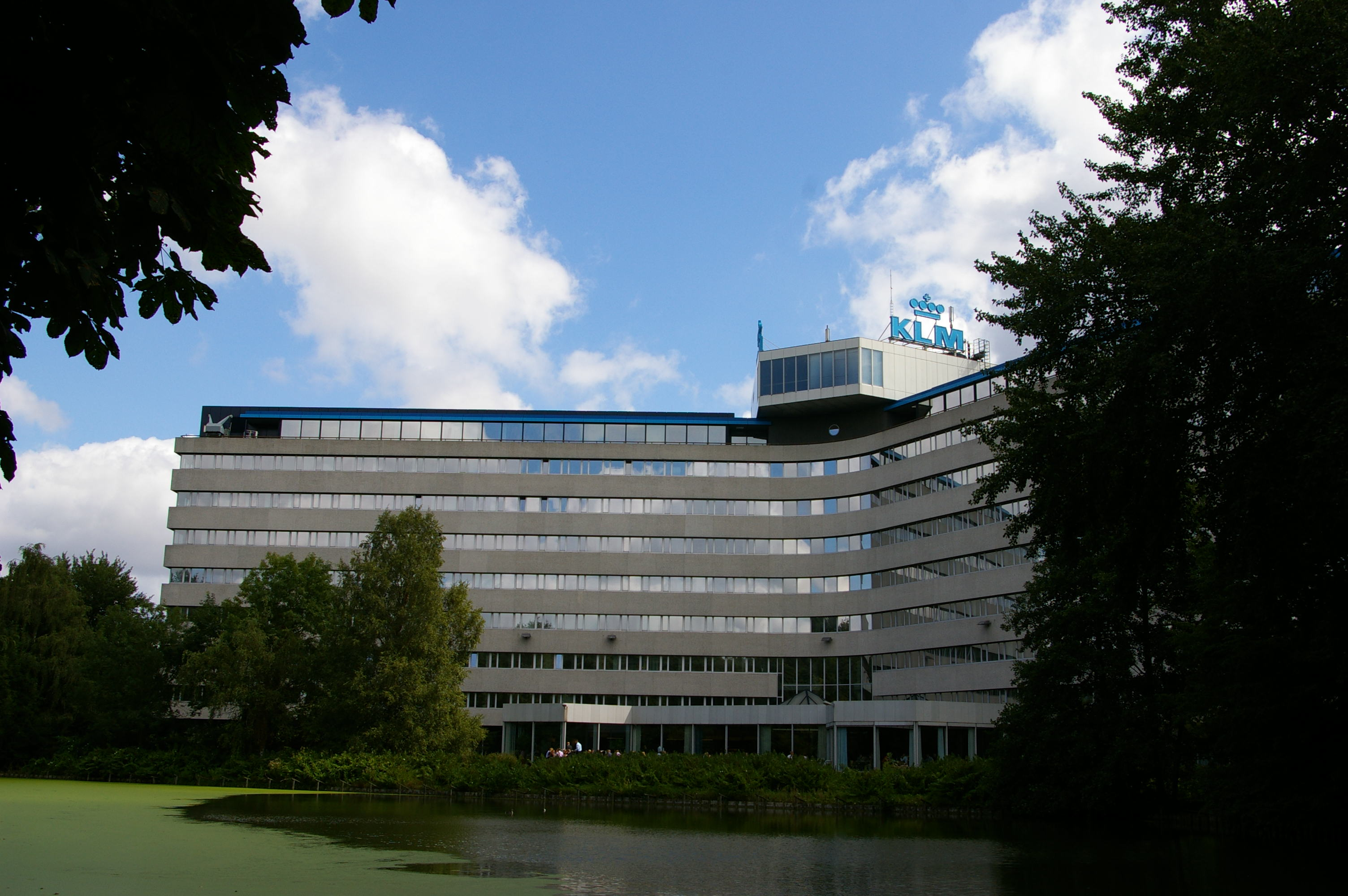
Het KLM Hoofdkantoor

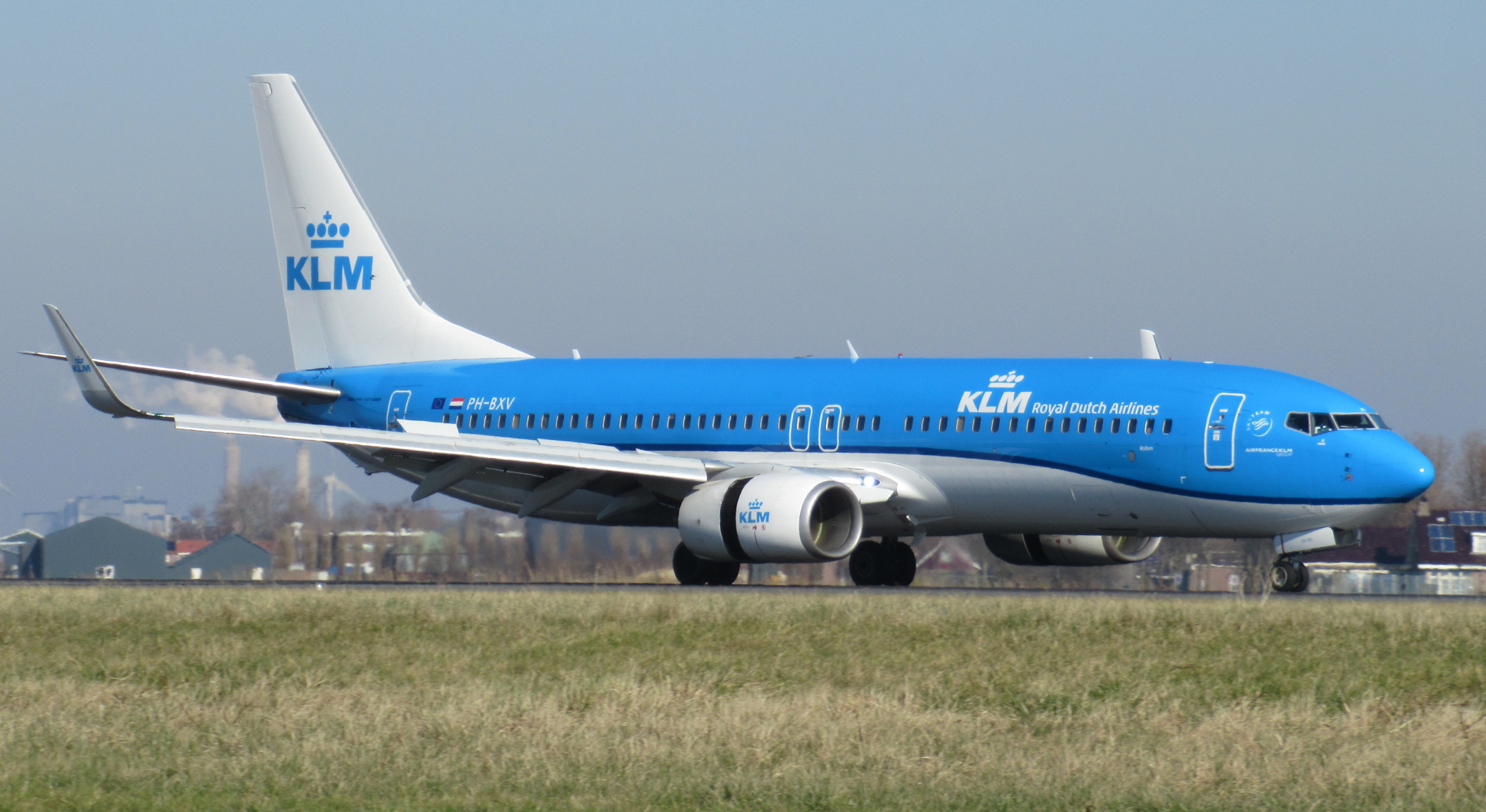
Een Boeing 737-800 van de KLM

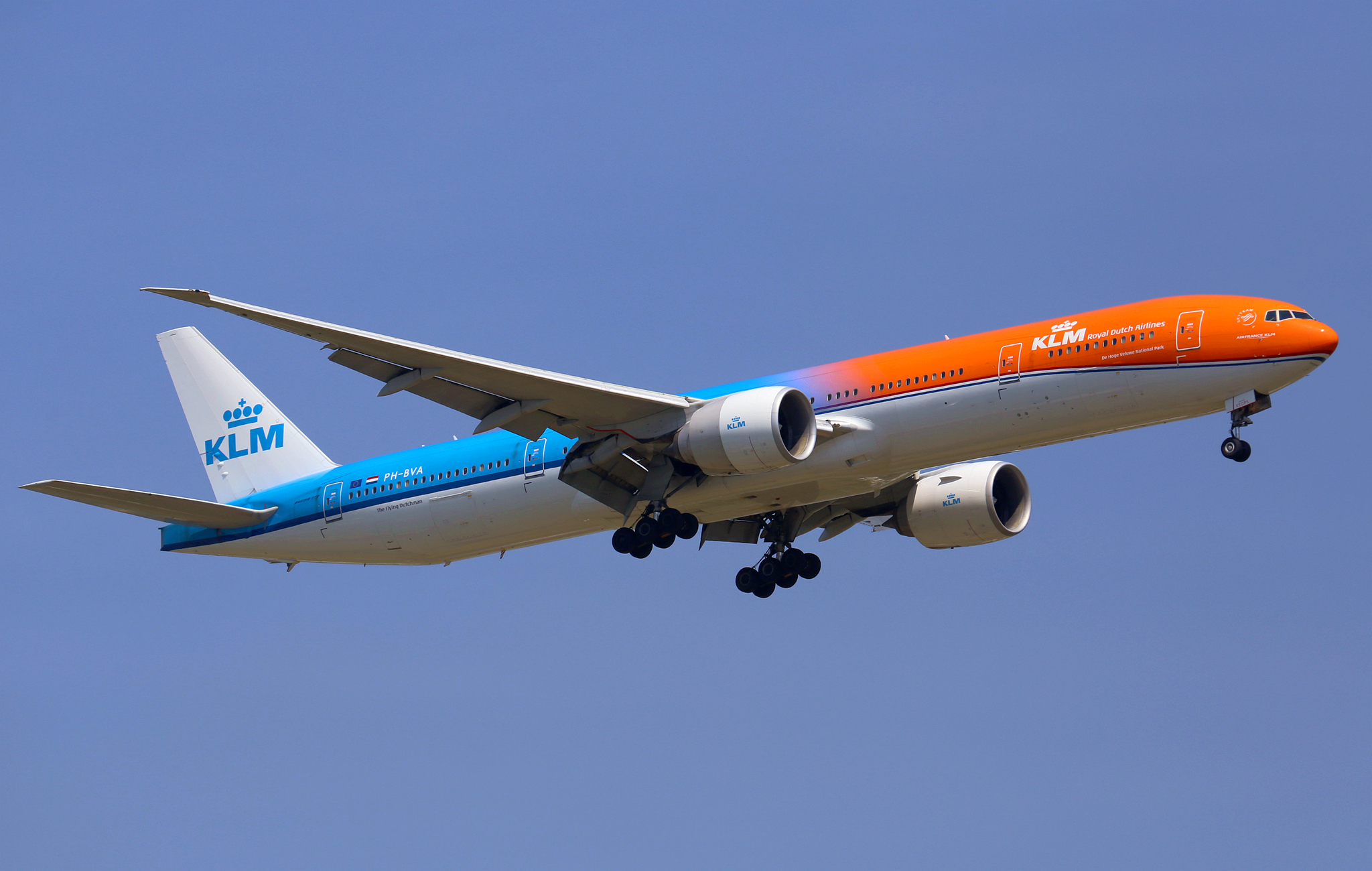
Een Boeing 777-300ER in “orange pride” beschildering

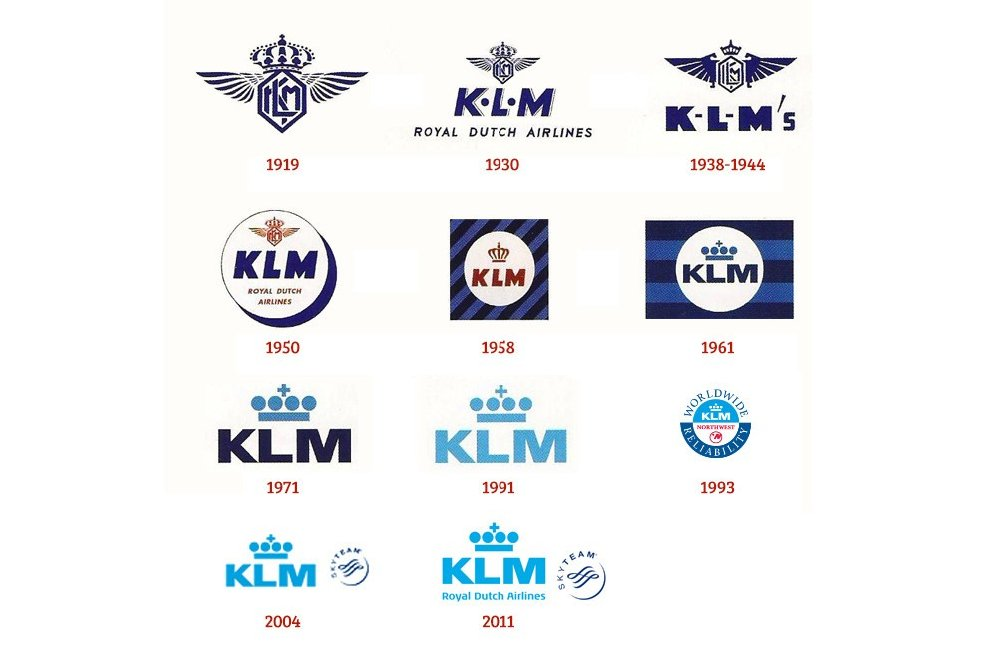
KLM-logo's door de jaren heen

De Koninklijke Luchtvaart Maatschappij N.V. (KLM gebruikt overal de  Engelse naam: KLM Royal Dutch Airlines) is de nationale luchtvaartmaatschappij van Nederland. De thuishaven van de KLM is de luchthaven Schiphol bij Amsterdam. Het hoofdkantoor staat in Amstelveen. KLM opereert wereldwijd en vormt de kern van de KLM Groep, waarvan ook KLM Cityhopper, Martinair en Transavia deel uitmaken. KLM is in 2004 gefuseerd met Air France tot de holding Air France-KLM. Onder de holding zijn KLM en Air France beide actief als netwerkmaatschappij. KLM behaalt haar omzet uit drie kernactiviteiten: vervoer van passagiers, vrachtvervoer en vliegtuigonderhoud.

## Geschiedenis

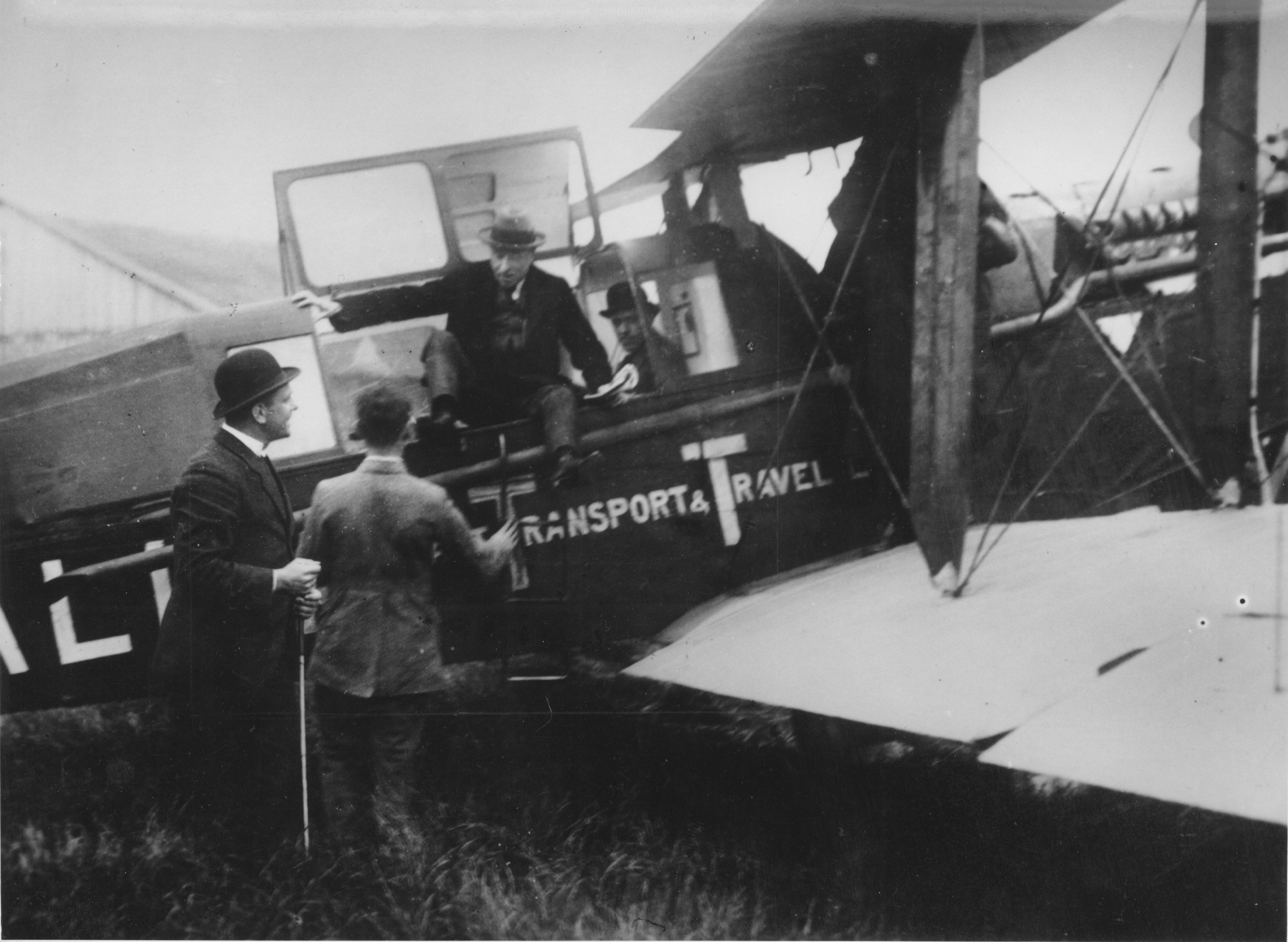
Aankomst van de eerste commerciële KLM-vlucht uit Londen op Schiphol op 17 mei 1920

Op 7 oktober 1919 werd de 'Koninklijke Luchtvaart Maatschappij voor Nederland en Koloniën' opgericht bij akte in het notariskantoor van mr. H. Stoop in Den Haag. Het startkapitaal van 1,2 miljoen gulden werd gefourneerd door acht zakenlieden, onder wie Frits Fentener van Vlissingen en Anton Kröller. De luitenant-vlieger Albert Plesman werd administrateur en later directeur. Koningin Wilhelmina verleende op 12 september 1919 het predicaat ‘Koninklijk' aan KLM in oprichting. Het eerste KLM-kantoor werd op 21 oktober 1919 aan de Herengracht in Den Haag geopend. Hiermee is de KLM de oudste onder haar oorspronkelijke naam opererende luchtvaartmaatschappij.
De eerste commerciële vlucht van de KLM werd op 17 mei 1920 uitgevoerd vanuit Londen naar Amsterdam. Toen landde op Schiphol de door KLM gehuurde De Havilland DH.16 G-EALU (ook wel DH 9A), gevlogen door de Engelse piloot H. 'Jerry' Shaw. In de jaren daarna groeide de vloot met eigen vliegtuigen, veelal toestellen van Fokker, en werd gevlogen naar steeds meer Europese bestemmingen.
KLM vloog op 1 oktober 1924 voor het eerst naar Batavia, in het toenmalige Nederlands-Indië, het tegenwoordige Jakarta in Indonesië. Het was de langste lijnvlucht voor de Tweede Wereldoorlog. In deze periode groeide KLM uit tot de derde maatschappij in de wereld, na Pan American Airways en Imperial Airways.
In 1945, na de Tweede Wereldoorlog, hervatte KLM haar lijndiensten en startte in 1946 als eerste Europese luchtvaartmaatschappij lijndiensten naar de Verenigde Staten. Ook de lijndienst naar Indië werd hersteld en er werd gevlogen met vliegtuigen als de Dakota en Lockheed Constellation.
In 1960 werd het eerste straalvliegtuig in de vloot opgenomen, de Douglas DC-8, later gevolgd door de kleinere Douglas DC-9 voor het Europese luchtverkeer.
In 1971 introduceerde de KLM de Boeing 747 (nog met het korte, als bar ingerichte bovendek) en in 1972 de Douglas DC-10, het begin van de widebody-vloot van KLM. Het netwerk werd steeds uitgebreid en omvatte uiteindelijk non-stop bestemmingen in alle werelddelen. Ondanks de kleine thuismarkt groeide KLM zo uit tot de vierde maatschappij in Europa.
Voor het binnenlandse luchtverkeer werd in 1966 NLM Cityhopper opgericht, vanaf midden jaren zeventig ook actief op regionale vluchten in Europa. Sinds 1991, na een fusie met Netherlines, vliegt deze dochteronderneming onder de naam KLM Cityhopper. KLM is ook steeds dominanter geworden in de Nederlandse luchtvaartsector met deelnemingen in Transavia en Martinair, sinds respectievelijk 2003 en 2008 volledige dochterbedrijven.
Samenwerking met andere maatschappijen werd steeds belangrijker. Zo worden sinds 1993 alle vluchten tussen de VS en Europa uitgevoerd als joint venture met Northwest Airlines (opgegaan in Delta Air Lines). Ook werden gedurende de jaren negentig gesprekken gevoerd met andere Europese maatschappijen, waaronder British Airways en Alitalia, over verregaande samenwerking en zelfs een fusie. Dit resulteerde uiteindelijk op 5 mei 2004 in de fusie van KLM met Air France tot Air France-KLM. Door deze fusie werd het bedrijf tevens opgenomen in de luchtvaartalliantie SkyTeam. Op 27 februari 2019 bezat de Nederlandse staat 5,92% van de aandelen van KLM.

### Tweede Wereldoorlog
Toen Nederland op 10 mei 1940 werd aangevallen door de Duitse strijdkrachten, bevond zich een aantal toestellen van de KLM buiten Nederland, onder andere op de Amsterdam (Napels)-Batavia-route. Vier DC-3's en één DC-2 werden door de KLM naar Engeland gedirigeerd; een vijfde DC-3, die zich nog op Schiphol bevond, voegde zich daar op 13 mei 1940 bij. Een aantal andere toestellen kwam terecht in het Australië-Indonesië-gebied. De KLM-toestellen en -bemanningen in het Oosten onderhielden verbindingen tussen Palestina, Indonesië en Australië voor de Koninklijke Nederlandsch-Indische Luchtvaart Maatschappij (KNILM). Andere vliegtuigen werden door BOAC ingezet voor vluchten tussen Whitchurch Airport (bij Bristol) en Portela (bij Lissabon).

### Samenwerking met andere luchtvaartmaatschappijen
- In 1966 richtte de KLM een dochtermaatschappij op voor de binnenlandse vluchten, de NLM. In maart 1987 nam KLM de maatschappij NetherLines over. Door het samenvoegen van NLM Cityhopper en NetherLines stichtte de KLM in maart 1991 een nieuwe, sterk regionale luchtvaartmaatschappij: KLM Cityhopper.
- KLM bezit sinds 1968 50% van de Martinair-aandelen. In 1998 probeerde KLM de overige 50% van de aandelen over te nemen van Nedlloyd. Toen de Europese Commissie liet weten dit plan niet goed te zullen gaan keuren vanwege een mogelijke monopoliepositie binnen de branche, trok KLM de aanvraag in. In 2007 liet KLM weten opnieuw geïnteresseerd te zijn in het resterende belang in Martinair, dat inmiddels in handen was van Maersk. In 2008 werd bekend dat de Europese Commissie ditmaal geen bezwaar had tegen een volledige overname en sinds 31 december 2008 is Martinair voor 100% een dochter van KLM.
- In 1988 kocht de KLM 40% van de Transavia-aandelen. In 1991, het jaar waarin Transavia 25 jaar bestond, besloot de Nedlloyd-groep haar restaandeel van 40% van de Transavia-aandelen aan KLM te verkopen. Transavia werd een dochteronderneming van de KLM. Tot 2003 bezat de Nederlandse Investeringsbank (NIB) nog 20%, maar vanaf dat jaar was Transavia voor 100% een dochter van KLM.
- Samenwerking met buitenlandse maatschappijen bleek noodzakelijk. KLM sloot in 1993 een samenwerkingsovereenkomst met de Amerikaanse maatschappij Northwest Airlines en nam een aandeel van 20 procent in die maatschappij. In 1997 ondertekenden beide maatschappijen een langlopende commerciële en operationele samenwerkingsovereenkomst. Tegelijkertijd verkocht de KLM het belang in Northwest Airlines terug aan haar partner.
- In augustus 1997 nam KLM een belang van 30% in de Noorse luchtvaartmaatschappij Braathens SAFE. Hierna trad deze maatschappij toe tot de KLM/Northwest Airlines-samenwerking en nam ze alle KLM-vluchten tussen Amsterdam en Noorwegen over. Uiteindelijk stopte de samenwerking toen Braathens werd overgenomen door SAS.
- KLM had sinds 1995 een belang van 26% in de aandelen in Kenya Airways. Bij een financiële herstructurering van Kenya Airways in 2017 daalde dit belang naar 7,76%.
- KLM hield besprekingen met andere maatschappijen over een mogelijke fusie, onder meer met British Airways in 1991, met Swissair, Austrian Airlines en SAS in 1993, en met Alitalia in 2000. Deze besprekingen werden allemaal voortijdig afgebroken. Een arbitragecommissie oordeelde eind 2000 dat KLM aan Alitalia een schadevergoeding van 250 miljoen euro moest betalen, plus rente.
- Toen andere maatschappijen aan het einde van de jaren negentig wereldwijde allianties aangingen, zoals Star Alliance, SkyTeam en Oneworld, hebben KLM en Northwest pogingen gedaan om hun eigen wereldwijde alliantie te vormen: Wings. Deze pogingen liepen echter op niets uit. Na de fusie met Air France in 2004 trad de KLM toe tot SkyTeam.
- KLM UK ontstond in 1998 als voortzetting van AirUK toen KLM steeds meer aandelen in dit bedrijf kocht waarmee het uiteindelijk voor 100% een dochter werd. In het jaar 2000 begon KLM UK aan het opzetten van een nieuwe dochtermaatschappij: Buzz. In 2003 werd Buzz verkocht aan Ryanair. De restanten van KLM UK werden op 30 maart 2003 samengevoegd met KLM Cityhopper.
- Op 30 september 2003 maakten Air France en KLM bekend dat zij een nieuwe holdingmaatschappij zullen oprichten onder de naam Air France-KLM. De holding bestaat uit twee maatschappijen, te weten Air France en KLM. Hoewel de maatschappijen onafhankelijk blijven opereren, ontstaat er vanaf dat moment ook synergie. Zo kan in het vervolg gezamenlijk ingekocht worden en kunnen klanten van beide netwerken gebruikmaken. Hoewel de nieuwe holding zetelt in Parijs, zal KLM onder Nederlands recht blijven opereren, wat voornamelijk van belang is voor het behoud van landings- en overvliegrechten. Het aandeel Air France-KLM werd op 5 mei 2004 geïntroduceerd op de beurzen van Amsterdam, Parijs en New York. De twee maatschappijen samen vormen na de fusie, in omzet, de grootste luchtvaartonderneming ter wereld.
- In het jaar 2004 trad de KLM toe tot het dan vier jaar oude SkyTeam waar ook Air France bij is aangesloten.
- De joint venture op de Atlantische routes is inmiddels uitgebreid tot een joint venture met Air France, Alitalia en Delta Airlines (waarin Northwest Airlines is opgegaan).

### Eerste vrouwelijke KLM-piloot
In 1978 was de Rijswijkse Marlies Verkaik de eerste vrouwelijke KLM-piloot die in dienst trad.

### Eerste affiche en stripalbum

Affiche uit 1919 van Brian de Kruyff Dorssen

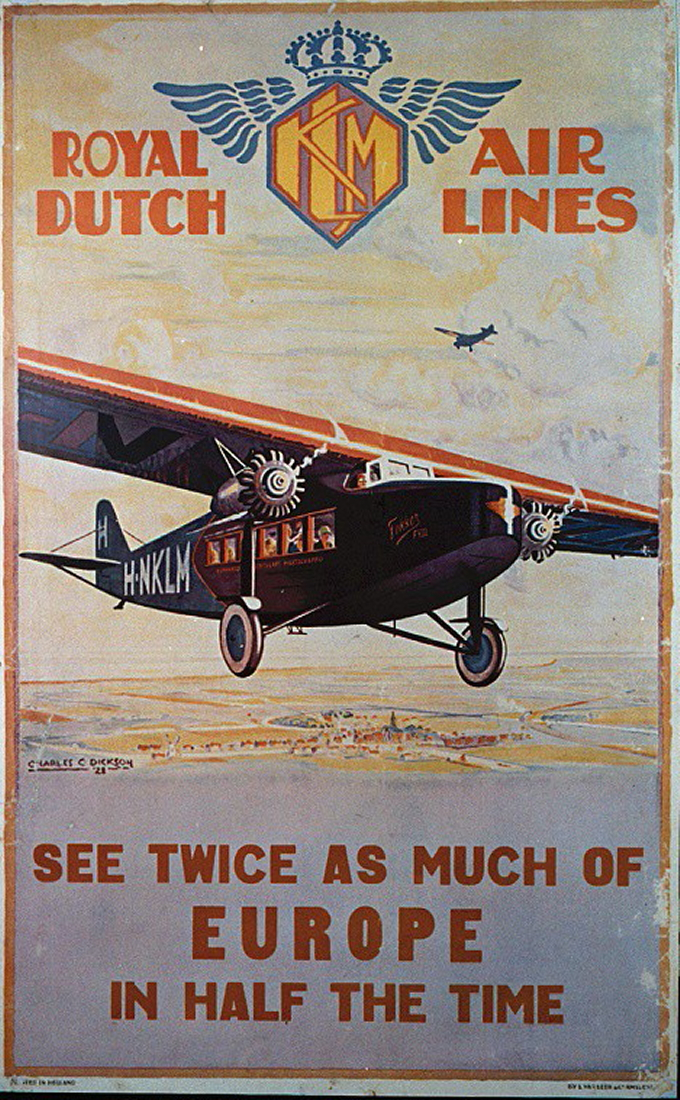
Royal Dutch Airlines Europe Poster door Charles C. Dickson, 1928

Sinds het begin is Plesman zich ervan bewust dat het bedrijf reclame moet maken voor zijn diensten. In het oprichtingsjaar 1919 wordt dan ook de eerste reclameaffiche uitgegeven. Plesman heeft de affiche laten maken door een van zijn vrienden: luitenant-vlieger Brian de Kruyff Dorssen. Het is een affiche met slechts één kleur en verder zwart en wit. Er staan drie figuren op afgebeeld, een piloot en twee kinderen: een Hollands jongetje in klederdracht op klompen en een Indisch meisje met sarong aan. De piloot heeft een dikke jas in plaats van een overall aan. Onderlangs staat nog de volledige naam van KLM, zoals die in de statuten van de NV werd opgenomen.
Vanaf 1920 bracht KLM steeds meer van dergelijke affiches uit. Het bedrijf wilde zich graag binden met het beeld van de Vliegende Hollander. Dit is dan ook een veelvuldig terugkerend onderwerp, dat in 1947 verwoord en verbeeld wordt in het KLM-stripalbum "De legende van de Vliegende Hollander". Na de Tweede Wereldoorlog verschijnt De Vliegende Hollander zelfs op de romp van de vliegtuigen; aan de ene zijde in het Nederlands en aan de andere zijde in het Engels (The Flying Dutchman).

## President-directeuren
- Albert Plesman (1919 - 1953)
- Fons Aler (1954 - 1961)
- Ernst van der Beugel (1961-1963)
- Horatius Albarda (1963 - 1965)
- Gerrit van der Wal (1965 - 1973)
- Sergio Orlandini (1973 - 1987)
- Jan de Soet (1987 - 1991)
- Pieter Bouw (1991 - 1997)
- Leo van Wijk (1997 - 2007)
- Peter Hartman (2007 - 2013)
- Camiel Eurlings (2013 - 2014)
- Pieter Elbers (2014 - 2022)
- Marjan Rintel (2022 - heden)

## Dochterondernemingen
Dochterondernemingen van KLM zijn:
- Cobalt Ground Solutions Ltd. (60%)
- Cygnific B.V. (100%)
- EPCOR B.V. (100%) European Pneumatic Component Overhaul & Repair
- Kenya Airways (7,76%)
- KLM Asia (opereert vluchten naar Taiwan) (100%)
- KLM Aerocarto (100%)
- KLM Cityhopper B.V. (voorheen: NLM) (100%)
- KLM Cargo (100%)
- KLM Catering Services B.V. (100%)
- KLM Equipment Services B.V. (100%)
- KLM Financial Services B.V. (100%)
- KLM Flight Academy B.V. (100%)
- KLM Health Services B.V. (100%)
- KLM UK Engineering LTD (100%)
- Martinair Holland N.V. (100%)
- Schiphol Logistics Park C.V. (53%)
- Transavia C.V. (100%)

Voormalige dochtermaatschappijen zijn:
- Air Antwerp (2019-2021)[7][8]
- Buzz (1999-2004)
- K.L.M. Autobusbedrijf
- KLM Alps
- KLM Helicopters
- KLM Interinsulair Bedrijf (opereerde in Nederlands-Indië in 1947-1949)
- KLM West-Indisch Bedrijf (1935-1964, overgenomen door Antilliaanse Luchtvaart Maatschappij)
- KLM Exel (opgegaan in de Exel Aviation Group en later failliet gegaan)
- KLM uk (opereert tegenwoordig onder de naam KLM Cityhopper, met als volledige naam "KLM Cityhopper UK Ltd.")
- De Kroonduif of NNGLM (1956-1962)

### KLM Asia
Onder de naam KLM Asia vliegt KLM rechtstreeks van Amsterdam naar Taiwan, door het Chinese luchtruim. Dit omdat China niet erkent dat Taiwan een zelfstandige staat is. China heeft daarom de regel ingesteld dat alle maatschappijen die naar China willen vliegen, niet naar Taiwan mogen vliegen. Door het weghalen van de kroon op de vliegtuigen van KLM en een andere naam op de toestellen te zetten is het wettelijk toegestaan om naar China en Taiwan te vliegen. De toestellen van KLM Asia (anno 2023: 7× B777-200ER en 2× B777-300ER) worden niet alleen ingezet naar Taiwan, maar ook naar andere bestemmingen. In 2023 is KLM Asia de enige civiele maatschappij die vanuit Europa vluchten aanbiedt naar Taiwan.

## Vloot
De vloot van KLM (exclusief dochtermaatschappijen) bestond in maart 2025 uit de volgende toestellen:
| KLM-vloot         | KLM-vloot | KLM-vloot | KLM-vloot      | KLM-vloot       | KLM-vloot       | KLM-vloot  | KLM-vloot  | KLM-vloot                                                                          |
| Type              | Aantal    | Orders    | Passagiers     | Passagiers      | Passagiers      | Passagiers | Passagiers | Opmerkingen                                                                        |
| Type              | Aantal    | Orders    | Business Class | Premium Comfort | Economy Comfort | Economy    | Totaal     | Opmerkingen                                                                        |
| ----------------- | --------- | --------- | -------------- | --------------- | --------------- | ---------- | ---------- | ---------------------------------------------------------------------------------- |
| Airbus A320neo    | 0         | 34        | 18             | -               | 6               | 156        | 180        | verwachte ingebruikname: Tussen 2028 & 2030                                        |
| Airbus A321neo    | 9         | 34        | 19             | -               | 6               | 191        | 227        | verwachte ingebruikname: Tussen 2024 & 2030                                        |
| Airbus A330-200   | 6         | 0         | 18             | -               | 36              | 214        | 268        | verwachte uitfasering: 2027 wordt vervangen door Airbus A350                       |
| Airbus A330-300   | 5         | 0         | 30             | -               | 40              | 222        | 292        | verwachte uitfasering: 2029 wordt vervangen door Airbus A350                       |
| Airbus A350-900   | 0         | 12        | 34             | 26              | 33              | 238        | 331        | vervangt Boeing 777-200ER en Airbus A330, verwachte ingebruikname: Vanaf 2026.     |
| Airbus A350-1000  | 0         | 11        | 34             | 28              | 32              | 297        | 391        | vervangt Boeing 777-200ER en Airbus A330, verwachte ingebruikname: Vanaf 2026.     |
| Boeing 737-700    | 6         | 0         | 20             | -               | 6               | 106        | 132        | in de uitfaseringsfase wordt vervangen door Airbus A320neo family                  |
| Boeing 737-800    | 31        | 0         | 20             | -               | 6               | 150        | 176        | verwachte uitfasering: vanaf eind 2025, wordt vervangen door Airbus A320neo family |
| Boeing 737-900    | 5         | 0         | 28             | -               | 18              | 132        | 178        | verwachte uitfasering: vanaf eind 2025, wordt vervangen door Airbus A320neo family |
| Boeing 777-200ER  | 15        | 0         | 35             | 24              | 54              | 175        | 288        |                                                                                    |
| Boeing 777-300ER  | 16        | 0         | 35             | 24              | 56              | 266        | 381        |                                                                                    |
| Boeing 787-9      | 13        | 0         | 30             | 21              | 48              | 176        | 275        |                                                                                    |
| Boeing 787-10     | 12        | 3         | 38             | 28              | 39              | 213        | 318        | verwachte ingebruikname: 2025 (3)                                                  |
| KLM Cargo-vloot   |           |           |                |                 |                 |            |            |                                                                                    |
| Boeing 747-400ERF | 3         | 0         | 112.760 kg     | 112.760 kg      | 112.760 kg      | 112.760 kg | 112.760 kg | geleased door Martinair Cargo, wordt vervangen door Airbus A350F                   |
| Airbus A350F      | 0         | 3         | 108.000 kg     | 108.000 kg      | 108.000 kg      | 108.000 kg | 108.000 kg | vervangt Boeing 747-400ERF, verwachte ingebruikname: 2027                          |
| Totaal            | 125       | 7+        |                |                 |                 |            |            |                                                                                    |

### Geschiedenis van de KLM-vloot
KLM heeft de volgende vliegtuigtypen gebruikt:
| Toestel                     | In dienst | Uit dienst | Aantal |
| --------------------------- | --------- | ---------- | ------ |
| De Havilland DH.16          | 1920      | 1924       | 4      |
| De Havilland DH.9B          | 1921      | 1926       | 4      |
| Fokker F.II                 | 1920      | 1927       | 2      |
| Fokker F.III                | 1921      | 1930       | 14     |
| Fokker F.VII                | 1924      | 1936       | 5      |
| Fokker F.VIIa               | 1925      | 1940       | 15     |
| Fokker F.VIIb/3m            | 1928      | 1936       | 10     |
| Koolhoven FK.33             | 1925      | 1927       | 1      |
| Fokker F.VIII               | 1927      | 1940       | 7      |
| Koolhoven FK.40 Titan       | 1929      | 1936       | 1      |
| Fokker F.IX                 | 1930      | 1936       | 2      |
| Carley Werkspoor Jumbo      | 1930      | 1940       | 1      |
| Fokker F.XII                | 1931      | 1936       | 8      |
| Fokker F.XVIII              | 1932      | 1936       | 5      |
| Koolhoven F.K.43            | 1933      | 1940       | 9      |
| Fokker F.XX                 | 1933      | 1936       | 1      |
| Koolhoven F.K.48            | 1934      | 1940       | 1      |
| Fokker F.XXXVI              | 1934      | 1939       | 1      |
| Douglas DC-2                | 1934      | 1940       | 18     |
| Fokker F.XXII               | 1935      | 1939       | 3      |
| Douglas DC-3                | 1936      | 1964       | 23     |
| Lockheed L-14 Super Electra | 1938      | 1948       | 2      |
| Stearman Hammond Y-1        | 1937      | 1939       | 1      |
| Douglas DC-5                | 1940      | 1940       | 4      |

| Toestel                             | In dienst | Uit dienst |
| ----------------------------------- | --------- | ---------- |
| De Havilland DH.89 Dragon Rapide    | 1945      | 1962       |
| Douglas Skymaster C-54              | 1945      | 1959       |
| Douglas DC-4                        | 1946      | 1958       |
| Lockheed Constellation L049         | 1946      | 1950       |
| Lockheed Constellation L749         | 1947      | 1964       |
| Convair 240                         | 1948      | 1959       |
| Douglas DC-6                        | 1948      | 1963       |
| Convair 340                         | 1953      | 1964       |
| Lockheed Super Constellation L-1049 | 1953      | 1966       |
| Douglas DC-7                        | 1953      | 1966       |
| Vickers Viscount 803                | 1957      | 1966       |
| Lockheed L-188 Electra              | 1959      | 1969       |
| Douglas DC-8                        | 1960      | 1985       |
| Douglas DC-9                        | 1966      | 1989       |
| Boeing 747-200                      | 1971      | 2004       |
| McDonnell Douglas DC-10-30          | 1972      | 1995       |
| Airbus A310-200                     | 1983      | 1997       |
| Boeing 747-300                      | 1983      | 2003       |
| Boeing 737-300                      | 1986      | 2011       |
| Boeing 737-400                      | 1989      | 2011       |
| Boeing 747-400                      | 1989      | [ 20 ]     |
| Fokker 100                          | 1989      | 1998       |
| McDonnell Douglas MD-11             | 1993      | 2014       |
| Boeing 767-300ER                    | 1995      | 2007       |
| Boeing 737-800                      | 1999      |            |

| Toestel          | In dienst | Uit dienst |
| ---------------- | --------- | ---------- |
| Boeing 737-900   | 2001      |            |
| Boeing 777-200ER | 2003      |            |
| Airbus A330-200  | 2005      |            |
| Boeing 777-300ER | 2008      |            |
| Boeing 737-700   | 2008      |            |
| Airbus A330-300  | 2012      |            |
| Boeing 787-9     | 2015      |            |
| Boeing 787-10    | 2019      |            |
| Airbus A321neo   | 2024      |            |

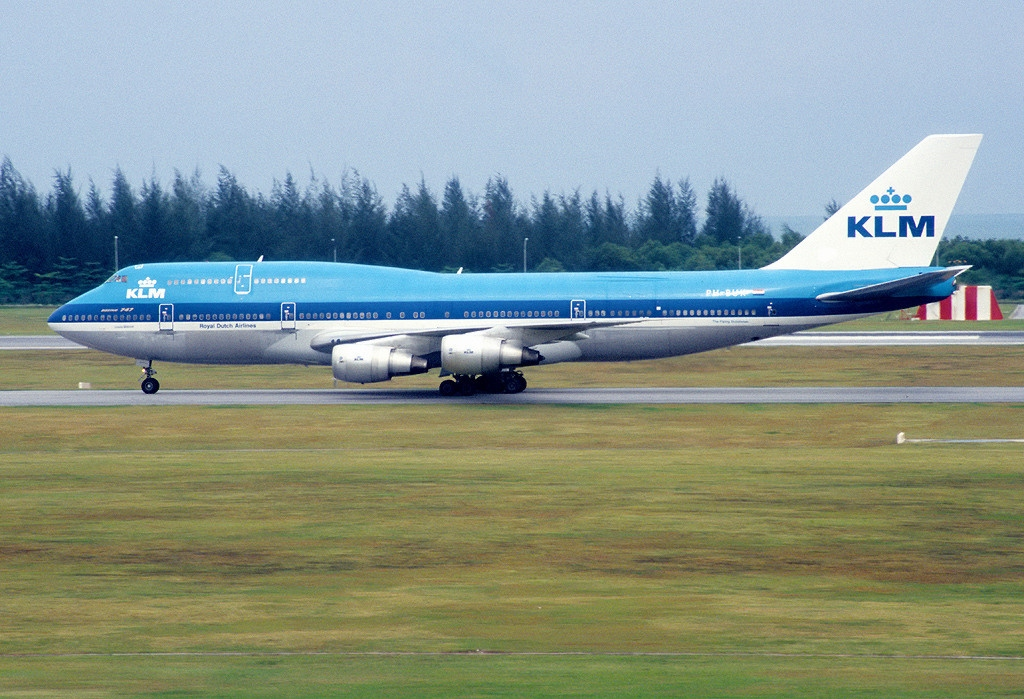
De PH-BUK (Louis Blériot) Boeing 747-206B(M)(SUD). De 747-200B(M)(SUD) was oorspronkelijk een normale 747-206B. Deze modificeerde KLM tot "combi" (M) en een Stretched Upper Deck (SUD), om de passagierscapaciteit te vergroten.

De PH-BUK Louis Blériot, een van de 747-206B(M)(SUD)-toestellen die in 2003 werden uitgefaseerd, werd op Schiphol-Oost gedeeltelijk gedemonteerd en vervolgens over water naar Lelystad vervoerd om in het Aviodrome tentoongesteld te worden. 

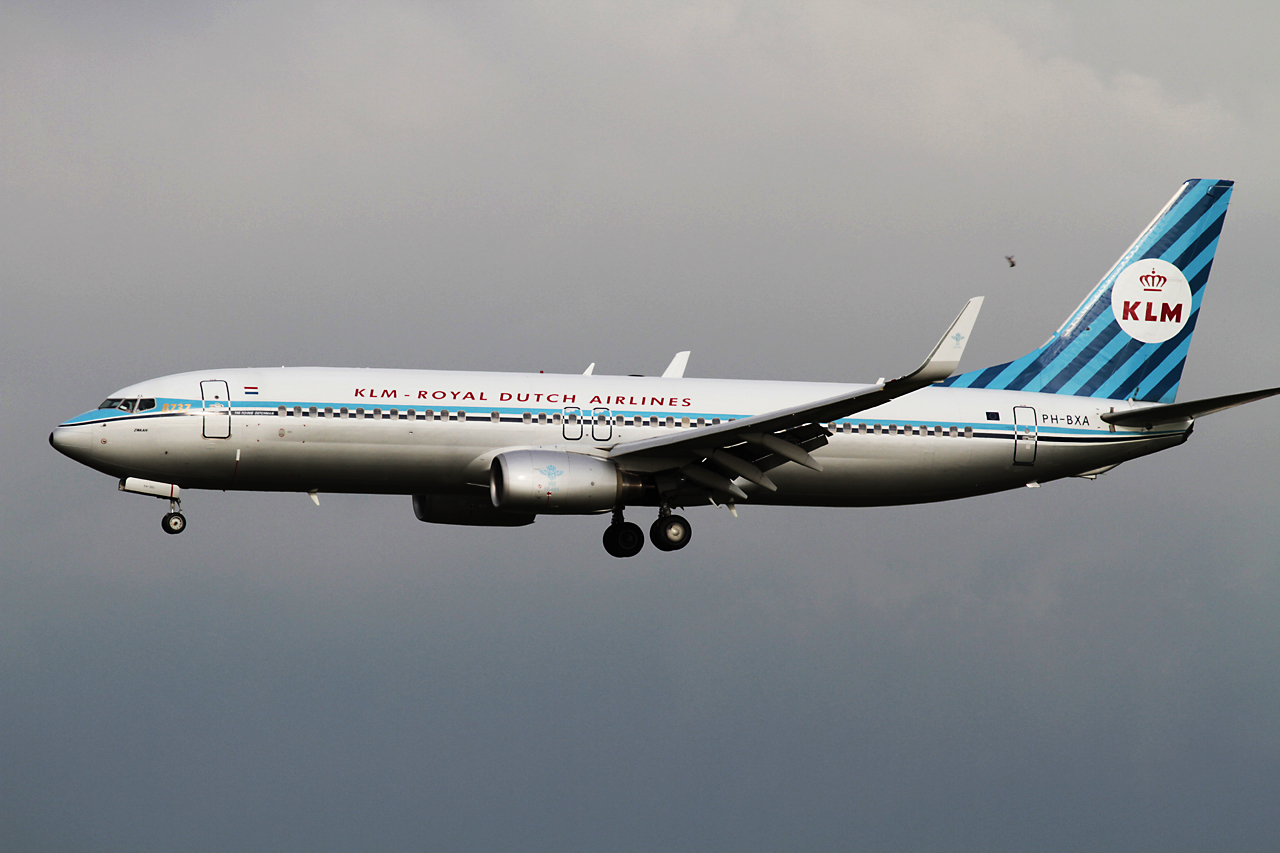
De PH-BXA in de kleuren uit de jaren 60, ter ere van het 90-jarig bestaan van KLM. Sinds 1 januari 2009 vloog De PH-BXA in een retro-kleurenschema. De PH-BXA vliegt sinds 15 januari 2018 weer in de normale KLM kleuren.

### Speciale kleurenschema's

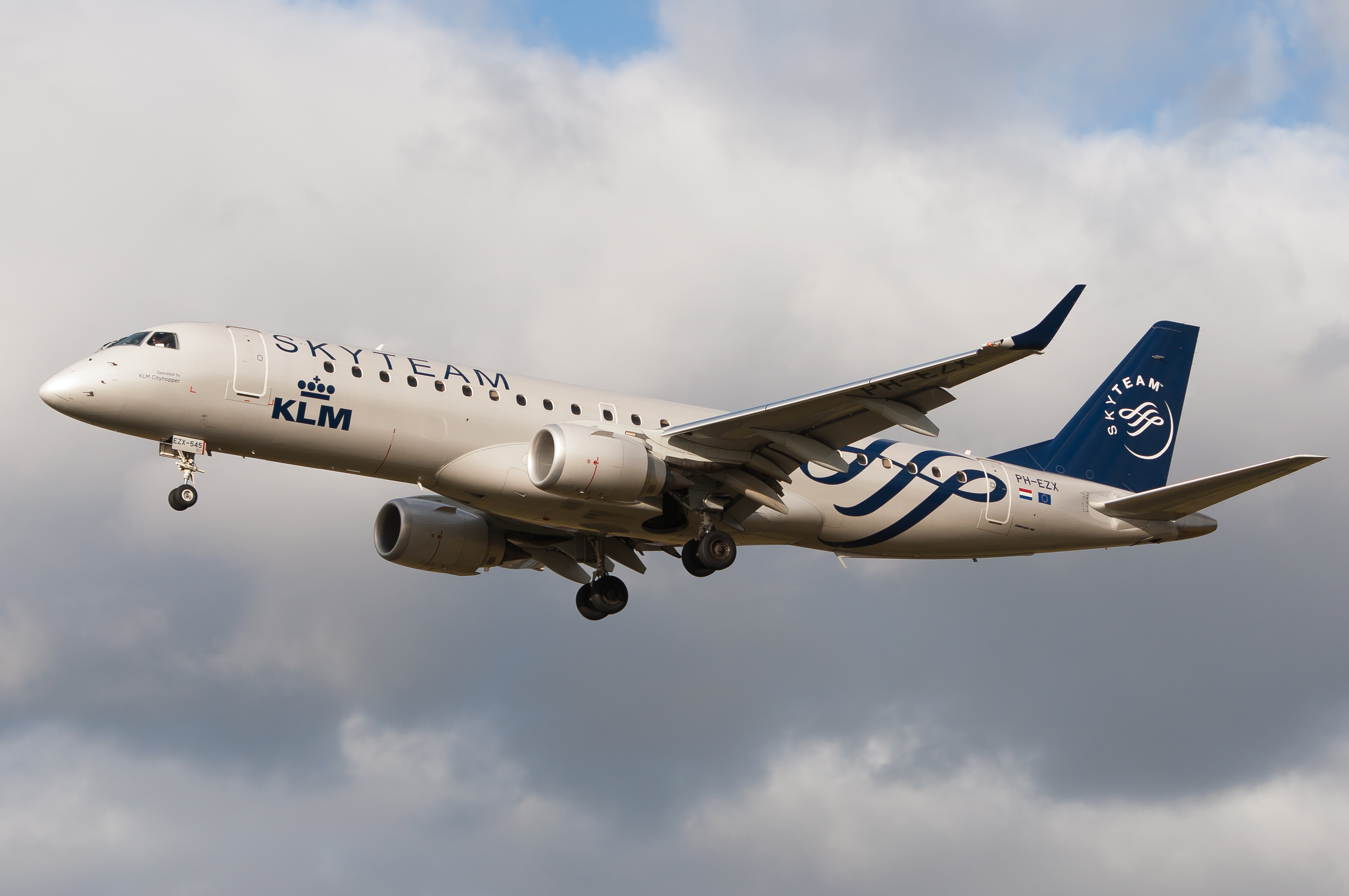
Een Embraer van KLM Cityhopper in het SkyTeam-kleurenschema

Het lidmaatschap aan SkyTeam vereist dat er drie vliegtuigen uit de vloot (meer dan 1%) in een SkyTeamkleurenschema vliegen. Daarom is er sinds 25 augustus 2009 bij KLM een Boeing 777-300ER (met registratie PH-BVD) in deze kleuren en per 2 juni 2010 een 737-900 (PH-BXO) en een Embraer 190 (PH-EZX) actief.
Een Boeing 777-200ER, de PH-BQP Pont du Gard, vloog van medio juni 2011 tot medio april 2012 rond met een kleurenschema bestaande uit Delfts blauw geschilderde "tegeltjes".
In juni 2014 werd een nieuw kleurenschema (met een "boog" op de neus) geïntroduceerd. Het eerste toestel met dit schema was een Embraer 190. Uiteindelijk zullen alle vliegtuigen in deze uitvoering gespoten worden.
In juni 2016 werd een speciaal oranje kleurenschema geschilderd. Het vliegtuig was een Boeing 777-300ER, genaamd Nationaal Park De Hoge Veluwe, met de registratie PH-BVA. Eerder liet KLM al foto's zien van een oranje toestel voor Koningsdag. Deze waren echter bewerkt. PH-BVA werd onder andere gebruikt om de Nederlandse atleten naar de Olympische Spelen in Rio de Janeiro te vliegen.

## Reisklassen

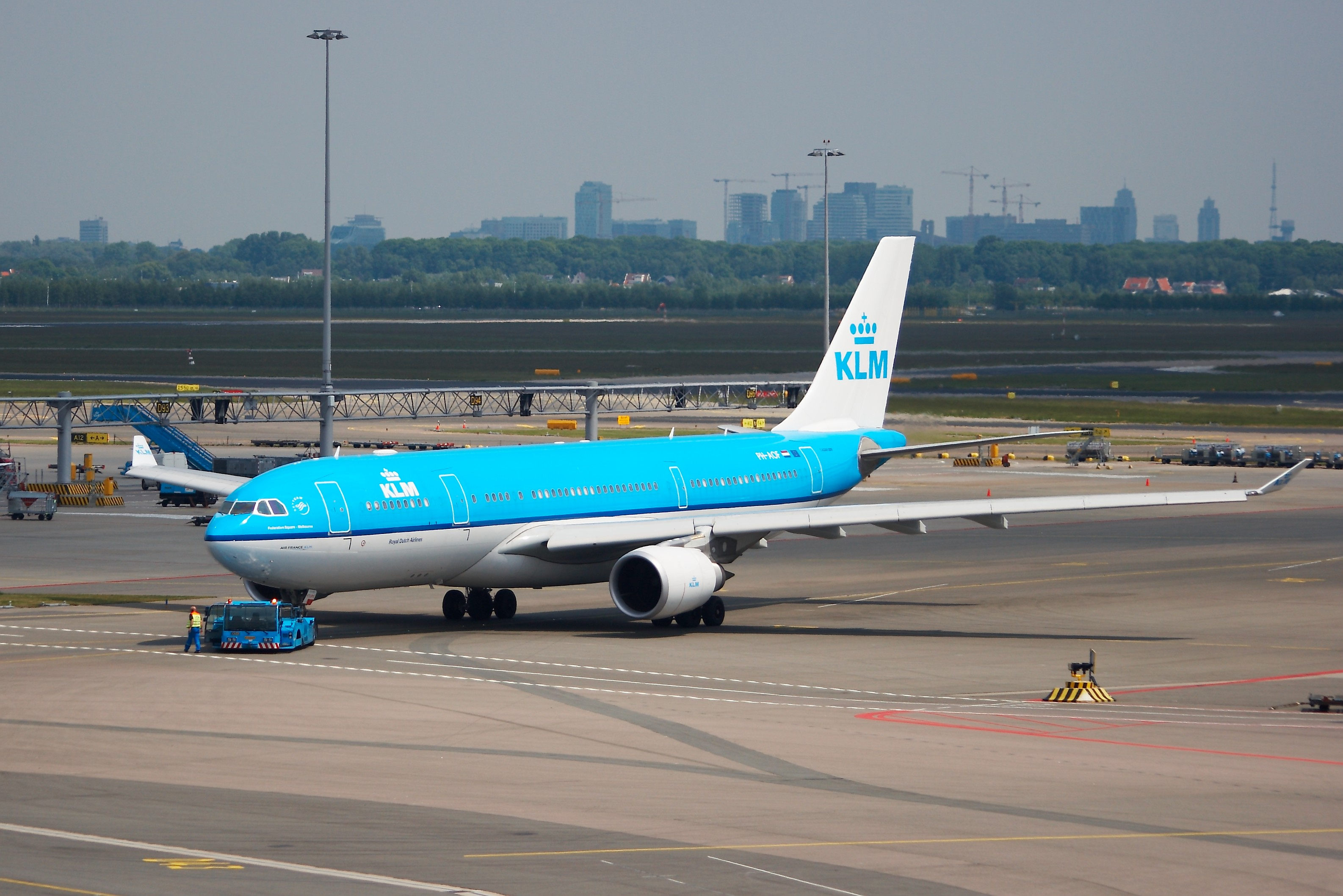
Airbus A330-200 vastgekoppeld aan een pushback truck

KLM biedt Business Class, Premium Comfort Class, Economy Comfort class en Economy class aan in haar vliegtuigen. De Business Class is onder te verdelen in twee verschillende klassen: de Europe Business Class voor de korte afstand, en de World Business Class voor de lange afstand.

### World Business Class

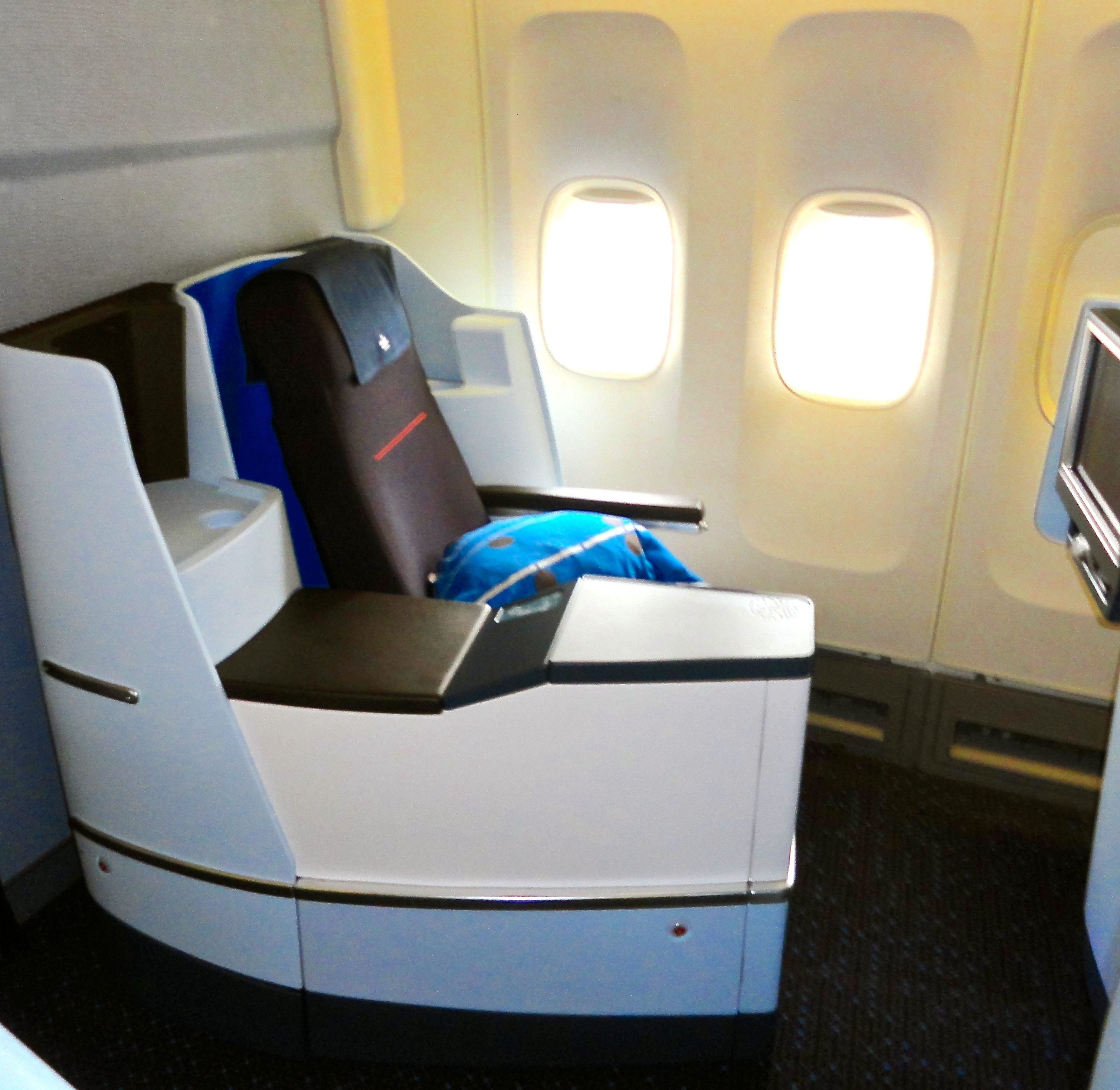
Nieuwe stoel KLM World Business Class

De World Business Class biedt een 60 inch stoelafstand op alle intercontinentale vliegtuigen. De toestellen bieden een stoel die tot 175 graden naar achteren versteld kan worden. De zitplaatsen, geplaatst in een 2-2-2-opstelling, hebben een massagefunctie, een privacyscherm, persoonlijke leeslampen, been- en voetsteunen en persoonlijke telefoons (aan de achterkant van de controller). De Boeing 787-9 heeft dezelfde Business Class-stoel als fusiepartner Air France. Het persoonlijke entertainmentsysteem heeft een 10,4 inchscherm met AVOD (Audio Video on Demand). Het systeem heeft een sms- en e-mailfunctie. Naast de stoel is een stopcontact aanwezig.
Faciliteiten voor het vertrek omvatten een flexibele reservering (met uitzondering van de WBC Holiday Fares die beperkingen hebben), eigen check-in-balies, toegang tot de KLM Crown Lounges en lounges van SkyTeam-partners, met voorrang instappen, en 125% tot 175% Flying Blue-miles. De passagiers mogen extra bagage meenemen. Aan boord krijgen zij een driegangenmenu. Drank en snacks zijn beschikbaar tijdens de vlucht. Op vluchten naar Azië kan worden gekozen voor een lokaal menu. Internationale kranten en tijdschriften zijn beschikbaar op elke vlucht. Elke passagier krijgt een traditioneel Delfts blauw miniatuurhuisje met Hollandse jenever als geschenk. 
Tussen juli 2013 en mei 2014 is van alle Boeing 747's het interieur van de World Business Class vernieuwd. De Nederlandse ontwerpster Hella Jongerius verzorgde het ontwerp van de nieuwe cabine en de nieuwe "full flat"-stoel, die de "angled flat"-stoel vervangt. In november 2014 werd begonnen aan de ombouw van de Boeing 777's.

#### Delfts blauwe huisjes

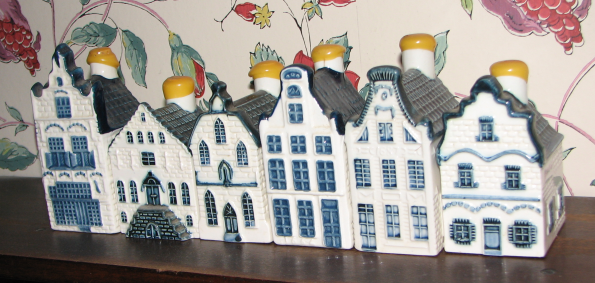
Enkele KLM-huisjes

Sinds 1952 deelt KLM Delfts blauwe huisjes uit aan de passagiers van de World Business Class. De huisjes zijn met name de eerste jaren ontworpen naar voorbeeld van historische grachtenpanden, maar bestaan niet echt. Later is sprake van replica's van bijzondere gebouwen in Nederland, Caribisch Nederland, Aruba, Curaçao en Sint Maarten. De eerste jaren mochten er volgens internationale regels alleen cadeaus met een waarde van maximaal 75 cent gegeven worden. Dit leidde tot een rechtszaak tegen KLM vanwege het uitdelen van de huisjes die een hogere waarde hadden. KLM won de rechtszaak door te pleiten dat het geen cadeaus waren, maar drankjes van het huis. In de regelgeving stond immers nergens dat drankjes in een glas geserveerd dienden te worden. De huisjes zijn collector's items geworden.
Ieder jaar worden ongeveer 725.000 huisjes met Bols graanjenever uitgedeeld. Daarnaast worden er ruim 100.000 lege huisjes weggegeven op reizen van en naar bestemmingen met strikte regels met betrekking tot alcoholische dranken. Sinds 1994 loopt het aantal huisjes synchroon met de leeftijd van KLM en wordt ieder jaar op 7 oktober, de dag waarop KLM opgericht werd, een huisje aan de collectie toegevoegd. De huisjes worden vervaardigd door het keramisch bedrijf Goedewaagen.
Vanwege de 90e verjaardag in 2009 werd een boek uitgebracht onder de titel House no. 90. Dit boek geeft een overzicht van de 90 tot dan toe uitgebrachte huisjes en de verhalen achter de originele panden. Anno eind 2024 staat de teller op totaal 105 huisjes. In 2010 bouwde Stadsherstel in de vervallen Oudezijds Armsteeg zes echte Delftsblauwe huisjes, geïnspireerd op de keramieke KLM-huisjes.

### Europe Business Class
Europe Business Class, het premiumproduct van de KLM op kortere vluchten, waarbij de middelste stoel wordt vrijgelaten voor meer comfort, wordt aangeboden in de Boeing 737 en toestellen van KLM Cityhopper. EBC biedt een 33"-pitch, een maaltijdservice aan boord (warme of koude maaltijden afhankelijk van de duur van de vlucht), met voorrang aan boord gaan, extra bagage, dubbele Flying Blue-miles, en een flexibele reservering. Bovendien zijn er gratis internationale kranten en tijdschriften beschikbaar. Door de speciale wachtrijen en priority lanes hoeven passagiers niet of minder lang te wachten.

### Premium Comfort Class
Sinds 2022 biedt de KLM voor haar intercontinentale vluchten de Premium Comfort Class aan. Met de introductie van deze nieuwe reisklasse wilde de maatschappij het gat vullen tussen haar Business Class en Economy Class. De nieuwe klasse zal worden geïnstalleerd in alle Boeing 787's en Boeing 777's. Inmiddels is de verbouwing van alle 787's voltooid. In de 787 heeft de klasse een 2-3-2-stoelconfiguratie; de 777's zullen een 2-4-2-configuratie krijgen. Premium Comfort-passagiers krijgen meer comfort in de vorm van een bredere en langere stoel met 38 inch beenruimte. Daarnaast is er in de Premium Comfort Class een verschillende, luxere catering ten opzichte van KLM's Economy Class en krijgen de passagiers SkyPriority-voordelen, zodat de passagiers niet hoeven te wachten in rijen. Bij het ticket is echter geen loungetoegang inbegrepen, hetgeen wel het geval is bij de Business Class.

### Economy Class (intercontinentaal)

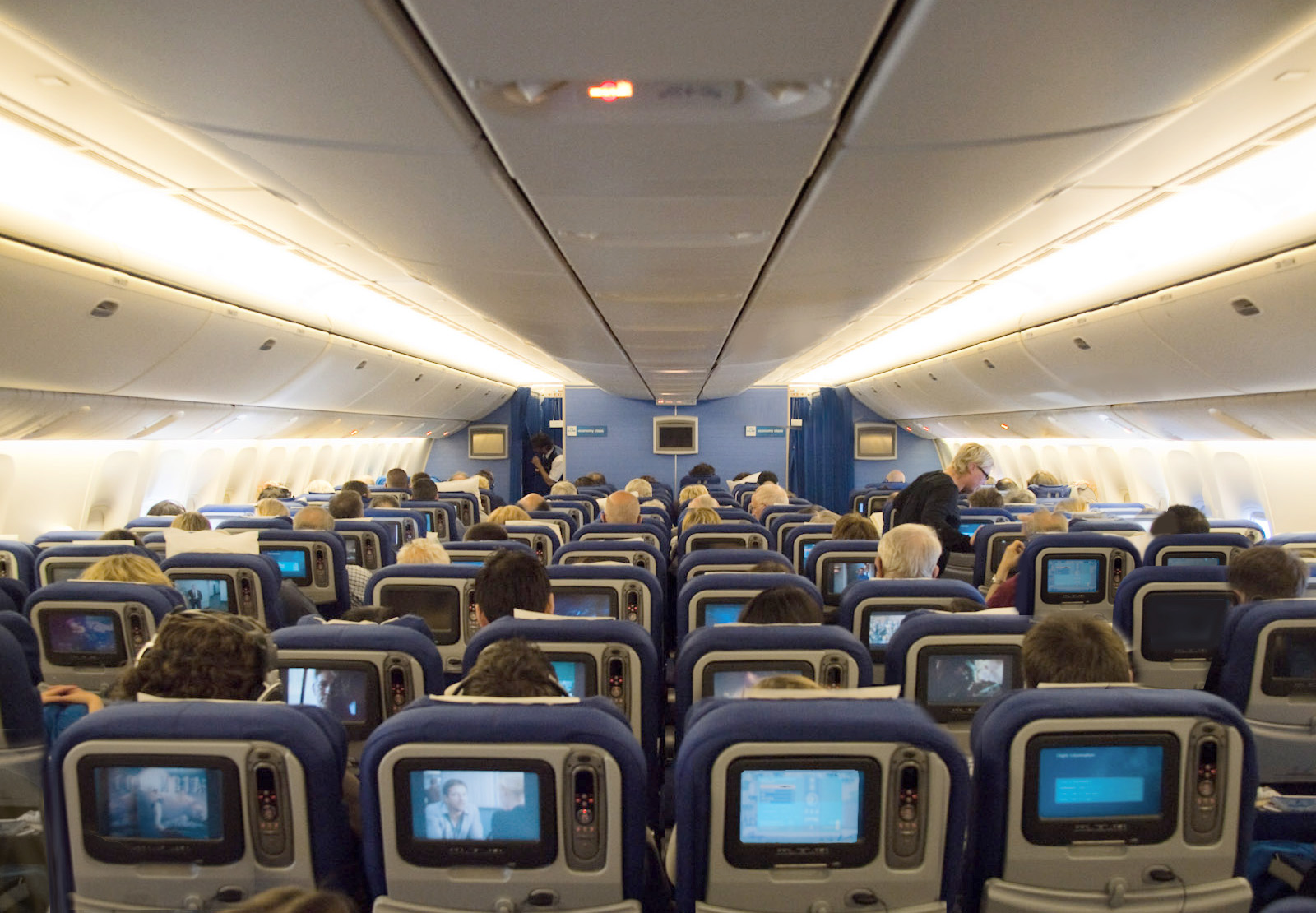
Oude Economy Class Boeing 777-300ER

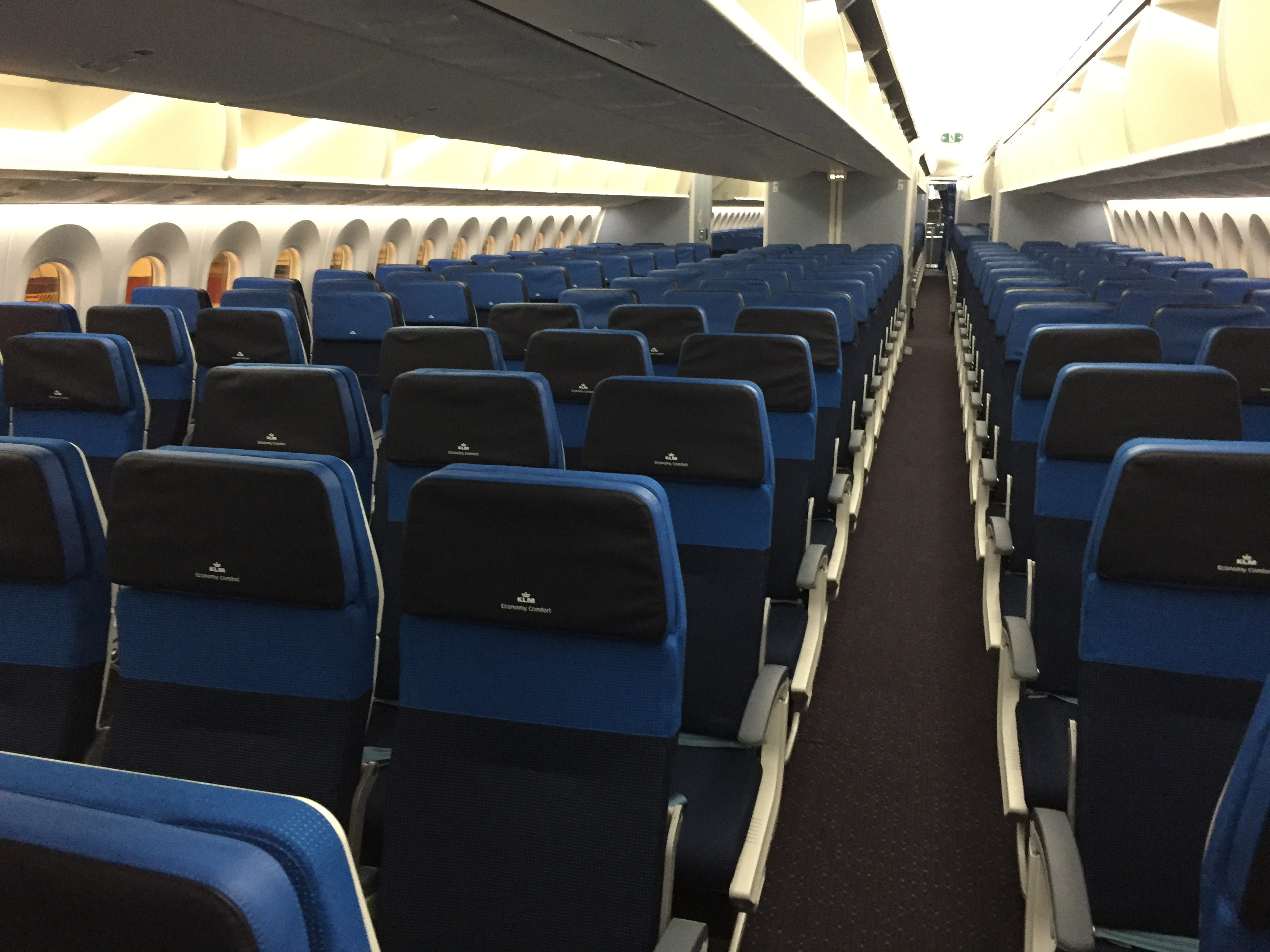
Economy Class Boeing 787-9 Dreamliner

Economy Class biedt een 31"-pitch in alle intercontinentale vliegtuigen met uitzondering van de Airbus A330-200, die een 32"-pitch biedt. Passagiers kunnen tegen betaling ook kiezen voor stoelen met meer beenruimte. Alle vliegtuigen die buiten Europa vliegen hebben een persoonlijk entertainmentsysteem met AVOD (Audio Video on Demand) en persoonlijke telefoons (op de achterkant van de controller) met een e-mail- en sms-functie. Passagiers in Economy Class op routes naar intercontinentale bestemmingen krijgen een warme maaltijd (vaak meer dan een, afhankelijk van de vluchtduur). Alle dranken die geserveerd worden (ook alcoholische) zijn gratis. Tot juli 2019 kon er belastingvrij worden gewinkeld op Europese vluchten. Tot januari 2020 was dit mogelijk op intercontinentale vluchten. Kort voor aankomst is op de persoonlijke schermpjes actuele informatie te zien over transfervluchten.

### Economy Class (binnen Europa)
Op vluchten binnen Europa van KLM en KLM Cityhopper hebben vliegtuigen geen entertainment tijdens de vlucht. Tussen de stoelen is een afstand (“seat pitch”) van 31". Passagiers kunnen tegen betaling ook kiezen voor stoelen met meer beenruimte. Passagiers van de Economy Class krijgen een snack of een dagverse sandwich, afhankelijk van de duur van de vlucht en het moment van de dag. Alle dranken die geserveerd worden (ook alcoholische) zijn gratis.

### Economy Comfort
Sinds december 2009 biedt KLM Economy Comfort: een extra comfortabele zone binnen de economy class op alle intercontinentale vluchten. Per 1 december 2012 biedt het bedrijf deze zone ook aan op intra-Europese vluchten die uitgevoerd worden met de Boeing 737. De klasse biedt de standaard economymaaltijd en drankenservice, maar dan in een stoel met meer beenruimte (stoel-stoelafstand van 35 inch, bijna 90 centimeter), waarvan de rugleuning tweemaal zo ver achterover kan klappen. Verder worden deze stoelen in de voorste helft van de economy class geplaatst zodat men eerder uit kan stappen. Bovendien is het iets stiller vooraan in het vliegtuig. Afhankelijk van het type vliegtuig zijn er op elke intercontinentale vlucht tussen de 32 en de 40 van dergelijke stoelen beschikbaar. Op de intra-Europese vluchten uitgevoerd met een Boeing 737 ligt het aantal, afhankelijk van de serie, tussen de 12 en 24. Vanaf 2013 zal KLM ook op hun Cityhopper een begin maken met Economy Comfort-seats.

## Codeshare-overeenkomsten
In mei 2024 had KLM codeshare-overeenkomsten met onderstaande luchtvaartmaatschappijen. Partners die lid zijn van de luchtvaartalliantie SkyTeam zijn niet vermeld.
| Maatschappij       | Routes en opmerkingen |
| ------------------ | --- |
| Air Astana         | AMS-GUW |
| Air Serbia         | AMS-BEG |
| airBaltic          | AMS-PLQ, AMS-RIX, AMS-TLL, AMS-TMP en AMS-VNO                                                                                         |
| Bulgaria Air       | AMS-SOF |
| China Southern     | AMS-CAN en AMS-PKX |
| Copa Airlines      | AMS-PTY en verscheidene routes in Latijns-Amerika                                                                                     |
| Etihad Airways     | AMS-AUH |
| Georgian Airways   | AMS-TBS |
| GOL                | AMS-GIG, GRU en verscheidene routes binnen Brazilië en buurlanden                                                                     |
| Gulf Air           | AMS-DXB-BAH en verscheidene routes in het Midden-Oosten                                                                               |
| IndiGo             | AMS-BLR, AMS-DEL, AMS-BOM en verscheidene bestemmingen in India en KTM                                                                |
| KM Malta Airlines  | AMS-MLA |
| Malaysia Airlines  | AMS-KUL en verscheidene routes vanaf KUL                                                                                              |
| Sichuan Airlines   | AMS-PKX-CTU en AMS-CAN-CTU |
| Singapore Airlines | AMS-SIN |
| Eurostar           | Hogesnelheidstrein naar Aken, Amsterdam, Antwerpen, Lille, Brussel, Marseille, Parijs, Keulen, Luik, Bourg-saint Maurice en Rotterdam |
| Transavia          | Verscheidene Europese routes |
| Westjet            | YYZ-MBJ en verscheidene routes tussen de Verenigde Staten en Canada en Europa                                                         |
| Widerøe            | AMS-BGO, AMS-OSL, AMS-TRD en verscheidene routes binnen Noorwegen                                                                     |
| Qantas             | AMS-SIN-BNE/MEL/PER/SYD en MEL/SYD-HKG                                                                                                |

## Bundeling met treinreis (Air/Rail)

### Eurostar
KLM werkt samen met Eurostar (voorheen Thalys) zodat haar reizigers samen met de vlucht een aansluitende hogesnelheidstrein tussen België en Schiphol kunnen boeken, door stations Brussel-Zuid (code ZYR) of Antwerpen-Centraal (code ZWE) als vertrek / aankomst te kiezen. In de jaren voor 2020 maakte 20 tot 25% van de betrokken transferreizigers gebruik van zo'n treinticket via KLM, 36.000 reizigers per jaar.
Vanaf 18 juli tot eind oktober 2022 was er als proef een nieuwe samenwerking waarmee KLM zitplaatsen koopt op de Eurostartrein, en waardoor een van de vijf dagelijkse vluchten Schiphol-Brussel van voor de coronapandemie niet zou moeten terugkomen. De reiziger krijgt dan één ticket voor zowel de vlucht als de aansluitende trein (op te halen op het vertrekstation), en krijgt ook communicatie en service van KLM. Door het ene ticket is er garantie bij gemiste aansluitingen om de volgende vlucht/trein te nemen.
De ruimbagage op de treinreis wordt echter niet door de vliegtuigmaatschappij afgehandeld, in tegenstelling tot de Duitse samenwerking tussen DB en Lufthansa.
Voordeel van de samenwerking is dat het de reizigers makkelijker maakt een vlucht te vervangen door een treinreis. Voor KLM is dit interessant omdat het dan een schaars vliegtuigslot op Schiphol kan gebruiken voor een winstgevender langeafstandsvlucht, en toch Belgische klanten kan aantrekken.

### TGV
KLM / Air France biedt ook aan om vanuit station Brussel-Zuid rechtstreeks luchthaven Parijs-Charles-De-Gaulle met de Franse TGV-trein te bereiken.

## Marketing
- Van 1981 tot 1990 en sinds 2004 is KLM de hoofdsponsor van het Dutch Open (golf), ook wel bekend als KLM Open.
- Op 7 april 2009 is er een tulp vernoemd naar de KLM. De doop vond plaats op de Keukenhof. De nieuw gekweekte tulp heeft de naam Tulipa 'KLM' gekregen.

### Flying Blue
Als gevolg van de fusie met Air France werd in 2005 het frequentflyerprogramma van KLM, de 'Flying Dutchman' genaamd, samengevoegd met het Franse 'Fréquence Plus' tot Flying Blue. Naast de gebruikelijke SkyTeam-partners kunnen passagiers ook op vluchten van andere luchtvaartmaatschappijen, waaronder Japan Airlines, Malaysia Airlines en Qantas, punten sparen en besteden.

## Staatssteun
In augustus 2020, tijdens de coronacrisis heeft het Nederlandse kabinet KLM met een steunpakket van ruim € 6,75 miljard behoed voor faillissement. Het kabinet stelde daarbij allerlei eisen. Zo moest KLM minstens 15 procent besparen op "beheersbare kosten" om zijn concurrentiepositie te verbeteren. Het mocht geen dividend en bonussen uitkeren en moest zijn impact op de leefomgeving (geluidsoverlast, uitstoot) verkleinen. KLM maakte tot 17 april 2023 aanspraak op de garanties die de Nederlandse staat in augustus 2020 had afgegeven om het bedrijf door de pandemie te helpen. De overheid stelde zich garant voor een bankenlening van maximaal 2,4 miljard euro en bood KLM de mogelijkheid tot 1 miljard euro direct van de staat te lenen. KLM heeft daarvan 942 miljoen euro opgenomen en dit inmiddels aan de staat terugbetaald. KLM heeft nieuwe afspraken gemaakt met een groep van veertien banken waar KLM maximaal 1 miljard euro kan lenen, bedoeld als financieel vangnet in tijden van crisis. KLM heeft met de bankengroep afgesproken dat het onder meer zijn CO2-uitstoot vermindert, biokerosine gaat gebruiken en meer vrouwen in topposities gaat benoemen. Wanneer KLM die doelen behaalt, dan betaalt de luchtvaartmaatschappij een lagere rente zodra ze het krediet aanspreekt. De in april 2023 opgezegde kredietfaciliteit plus de rechtstreekse overheids-lening, de werknemerssteun (NOW) en het uitstel van de belastingbetaling (KLM moet per juni 2023 nog circa 1,3 miljard euro terugbetalen van in totaal 1,5 miljard), zorgden er samen voor dat KLM de meeste corona-steun heeft gekregen van alle bedrijven in Nederland.

## Incidenten en ongevallen
KLM heeft sinds de oprichting incidenten, ongevallen en kapingen gekend, soms met dodelijke afloop. Op 22 juni 1922 vond het eerste KLM-ongeluk plaats met dodelijke afloop. 

### Vliegramp van Tenerife
Bij de ramp op Tenerife, die plaatsvond op 27 maart 1977 om 17:00 uur, kwamen 583 mensen om het leven. Een KLM Boeing 747-200B probeerde zonder toestemming op te stijgen en kwam in botsing met een taxiënde Pan Am Boeing 747-100 op Los Rodeos Airport op het Canarische eiland Tenerife, Spanje. Niemand van de KLM 747 overleefde (14 bemanningsleden, 234 passagiers kwamen om), terwijl 61 van de 396 passagiers en bemanningsleden van het Pan Am-vliegtuig het overleefden. De ramp is het ongeval met het hoogste aantal dodelijke slachtoffers van vliegtuigpassagiers in de geschiedenis van de luchtvaart.  Een fout van de piloot van het KLM-vliegtuig was de belangrijkste oorzaak. Door warrige communicatie met de verkeerstoren dacht de KLM-gezagvoerder dat hij toestemming had om op te stijgen. Een andere oorzaak was dichte mist, waardoor de KLM-cockpitbemanning het Pan Am-vliegtuig pas vlak voor de botsing op de landingsbaan kon zien. Het ongeval heeft een blijvende invloed gehad op de luchtvaartveiligheid, met name op het gebied van communicatie. Er werd meer nadruk gelegd op het gebruik van gestandaardiseerde fraseologie in de communicatie van de luchtverkeersleiding (ATC) door zowel verkeersleiders als piloten, waardoor de kans op misverstanden werd verkleind.